# Theta Carinae
Theta Carinae (223 Carinae) é uma estrela na direção da constelação de Carina. Possui uma ascensão reta de 10h 42m 57.43s e uma declinação de −64° 23′ 40.1″. Sua magnitude aparente é igual a 2.74. Considerando sua distância de 439 anos-luz em relação à Terra, sua magnitude absoluta é igual a −2.91. Pertence à classe espectral B0Vp.